# Fantasma (Hamlet)
El fantasma del padre de Hamlet es un personaje de la obra Hamlet de William Shakespeare. En las direcciones escénicas se le conoce como Fantasma. Su nombre también es Hamlet, y se le conoce como Rey Hamlet para distinguirlo del Príncipe Hamlet.
Él se basa libremente en un legendario cacique juto, llamado Horwendill, que aparece en el Chronicon Lethrense y en el Saxo Gramático Gesta Danorum. Según la tradición oral, el fantasma fue interpretado originalmente por el propio Shakespeare.

## Papel en la obra
El fantasma aparece tres veces en la obra: en el Acto I, Escena I; en el continuo del Acto I, Escenas IV y V y en el Acto III, Escena IV. El fantasma llega a la una de la madrugada en al menos dos de las escenas, y en la otra escena lo único que se sabe es que es de noche.
El fantasma aparece por primera vez ante un dúo de soldados, Bernardo y Marcelo, y el amigo de Hamlet, Horacio. Los hombres desenvainan sus espadas y se quedan atemorizados, solicitando que Horacio, como erudito, se dirija al fantasma. Horacio le pide al fantasma que hable y le revele su secreto. Está a punto de hacerlo cuando el gallo canta, señalando la mañana, y el fantasma desaparece. En esta escena, el fantasma es claramente reconocido por todos los presentes como el rey Hamlet, vestido con su armadura completa. Marcelo señala que el fantasma se había aparecido a los guardias del castillo dos veces antes. Hablar de visitaciones espectrales ha perturbado la guardia nocturna. Francisco, a quien Bernardo releva en guardia, dice: "Muchas gracias por este relevo; hace un frío glacial, y estoy enfermo del corazón".
Al ver al fantasma con un aspecto militar, y consciente de que Fortimbrás, el príncipe heredero de Noruega está reuniendo sus fuerzas en la frontera, Horacio reconoce que la aparición del fantasma debe presagiar algo sobre cuestiones de estado.
Horacio luego persuade al príncipe Hamlet para que se quede con los guardias para ver si el fantasma regresa. A la medianoche, el fantasma aparece e invita al joven Hamlet a que lo siga. Una vez solo, el fantasma describe sus vagabundeos por la tierra y su angustiosa vida en el purgatorio, ya que murió sin recibir los últimos ritos.

"... pero sabe, noble joven,
la serpiente que hirió la vida de tu padre,
ahora lleva su corona".
Fanstasma del Rey Hamlet.

Le dice al joven Hamlet que fue envenenado y asesinado por su hermano Claudio, el nuevo rey de Dinamarca, y le pide al príncipe que vengue su muerte. También expresa disgusto por su esposa Gertrudis, por casarse con Claudio, pero advierte al joven Hamlet que no la confronte, sino que se lo deje al cielo. Más tarde, el príncipe Hamlet regresa con sus amigos y les hace jurar por su espada que mantendrán en secreto lo que han visto. Cuando se resisten, el fantasma pronuncia las palabras "jura" y "jura sobre la espada", desde debajo del escenario, hasta que sus amigos están de acuerdo.
El príncipe Hamlet, temiendo que la aparición pueda ser un demonio que finge ser el rey Hamlet, decide poner a prueba al fantasma con una obra de teatro que recrea las circunstancias que el espíritu afirma que lo llevaron a la muerte. La reacción de Claudio es de culpa y horror, y el príncipe Hamlet está convencido de que el fantasma es, de hecho, su padre.
En la tercera aparición, Hamlet se enfrenta al fantasma en el armario de su madre y es reprendido por no llevar a cabo su venganza y por desobedecer sus instrucciones al hablar con Gertrudis y Hamlet se disculpa con miedo. Gertrudis, sin embargo, no puede ver al fantasma y piensa que Hamlet está loco, y le pregunta por qué mira fijamente y no habla con nada. En esta escena, se describe al fantasma en camisón y nunca se lo vuelve a mencionar.
El rey Hamlet es descrito por los pocos personajes que lo mencionan, básicamente Hamlet, Horacio y los guardias, como un guerrero, ya que llevó a las fuerzas de Dinamarca a la victoria contra Noruega y derrotó personalmente a su rey Fortimbrás en un combate cuerpo a cuerpo. Hamlet lo respeta, dice que Claudio palidece en comparación con él, y con frecuencia reflexiona sobre él de una manera entrañable.

## Interpretaciones
El fantasma en Hamlet es fundamental para la trama, y ha sido objeto de una variedad de interpretaciones. El erudito de Shakespeare, W. W. Greg, opinaba que el fantasma era un producto de la imaginación sobrecargada de Hamlet.  El erudito de Shakespeare, J. Dover Wilson y otros han argumentado que al hacer que el fantasma se le aparezca varias veces a otros antes de aparecer a Hamlet, Shakespeare deja en claro que la aparición no es una mera ilusión.

## Actuaciones
Aproximadamente cien años después de la muerte de Shakespeare, el poeta Nicholas Rowe informó que había escuchado una anécdota de que el propio Shakespeare había interpretado al fantasma, comenzando una historia que todavía tiene credibilidad. Los actores modernos que han interpretado al fantasma incluyen a John Gielgud, Paul Scofield, Patrick Stewart y Brian Blessed.